# Arsit
Arsit je bio perzijski satrap pokrajine Frigije u doba vladavine Darija III. Kodomana. Arsit se zajedno s drugim satrapima iz Male Azije odlučio obračunati s Aleksandrom Makedonskim na obali rijeke Granik. Tijekom ratnog vijeća Memnon je predlagao strategiju „spaljene zemlje“ odnosno povlačenje pred Aleksandrom zato što su Makedonci imali veću vojsku, no vodeći satrapi na čelu s Arsitom i Spitridatom odbili su takav plan. Arsit je svoj potez opravdao time kako „neće dopustiti da iti jedna kuća u njegovoj satrapiji bude spaljena“. Ipak, u bitci kod Granika Aleksandar je pobijedio satrapsku vojsku a mnogi perzijski zapovjednici uključujući su poginuli, dok je Arsit navodno počinio samoubojstvo nakon povlačenja u Frigiju jer su ga Perzijanci prozivali zbog poraza.

## Poveznice
- Perzijsko Carstvo
- Artabaz II.
- Bitka kod Granika

| Prethodnik:                       | Satrap Frigije (353. - 334. pr. Kr.) | Nasljednik:                                        |
| Artabaz II. (362. - 353. pr. Kr.) | Satrap Frigije (353. - 334. pr. Kr.) | Calas (makedonski namjesnik) (334. - 323. pr. Kr.) |

## Vanjske poveznice
- [neaktivna poveznica]
- Arsit (Arsites), AncientLibrary.com